# Ábrázoló geometria

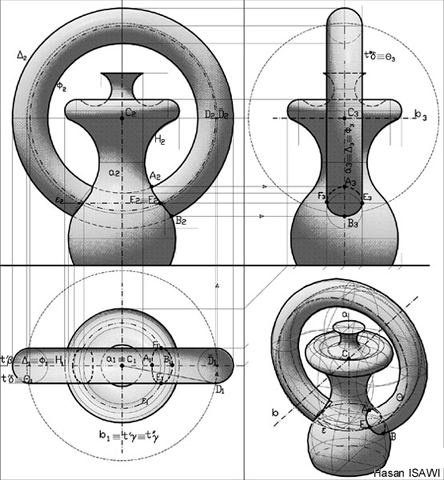
Képies nézetrajzok

Kúp és gömb áthatásának szerkesztése.

Az ábrázoló geometria a matematika, s azon belül a geometria fejezete: a geometriai transzformációk elméletének gyakorlati alkalmazása.

A műszaki tervezés-kivitelezés igényel olyan közvetítő „nyelvet”, amelynek segítségével a tervező közölheti szándékait a kivitelezővel, aki e leírás alapján pontosan el tudja készíteni a munkadarabot. Ugyancsak szüksége van bizonyos formanyelvre a valóságot, a környezet látványát közvetíteni akaró művészetnek. Ezt a nyelvet az ábrázoló geometria alapozta meg, s egyes „dialektusait” az alkalmazási területek művelői alakították ki. A képzőművészet, a térképészet, a műszaki gyakorlat több ábrázolási módszert, jól használható konvenciót (szabványt), szerkesztési eljárást alakított ki.

## Feladata
1. a térben elhelyezkedő objektumok (geometriai alakzatok) helyzetének, méretes viszonyainak síkban való ábrázolása,
2. a térbeli szerkesztési feladatoknak a vetület síkjában való elvégzése,
3. az ábrázolt alakzatok rekonstruálása,
4. a térbeli objektumok képies látványának létrehozása.

## Módszerei

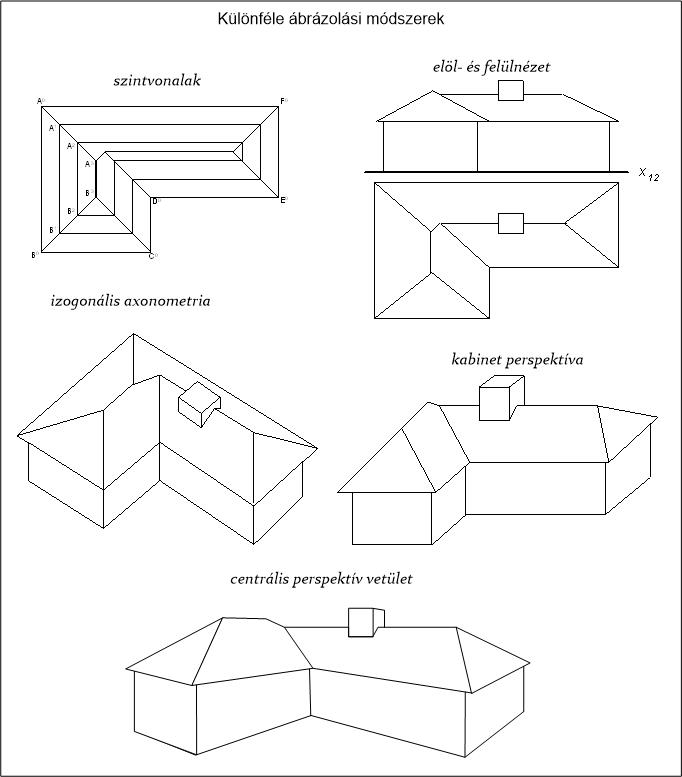
Ábrázolási rendszerek vázlatos illusztrációja

Az alkalmazási területek igényeinek megfelelően különféle vetítési elrendezéseket és képalkotási technikát használ:
1. Monge-féle több képsíkos ábrázolás: a műszaki tervezés legfontosabb eszköze,
2. perspektivikus ábrázolás: a képzőművészet és az építészet eszköze,
3. axonometria: a műszaki rajzok kiegészítését szolgáló képies ábrázolási módszer,
4. szintvonalas (kótás) ábrázolás: a térképek domborzati viszonyainak megjelenítésére,
5. relief (domborműves) perspektíva.